# Labruge
Labruge is een plaats (freguesia) in de Portugese gemeente Vila do Conde en telt 2472 inwoners (2001).